# 幽灵之吻
幽灵之吻（Ghostly Kisses）是法裔加拿大歌手兼词曲创作人玛格丽特·索维（Margaux Sauvé）的音乐项目。她来自魁北克。她与英国唱片公司Akira Records签约。"Ghostly Kisses"这个名字的灵感来自威廉·福克纳（William Faulkner）的诗《失落的女士之歌》(Une ballade des dames perdues)，诗中包括这句诗句："And brush my lips with little ghostly kisses." Clash 将她的音乐描述为具有"失重的特质，这种特质超越短暂，以抓住我们生活中的关键面貌。"

## 职业生涯
索维在大学学习心理学时，她突然获得灵感，开始创作歌曲。她曾学过小提琴，但从未认为自己可以成为歌手。在学业结束时，她向德拉戈斯·奇里亚克（Dragos Chiriac，Men I Trust成员）展示了她的歌曲，他赞扬了索维的嗓音，并建议他们合作。她在2015年5月发布了她的第一首单曲"Never Know"。她的首张EP《What You See》于2017年3月发布。她的第二张EP《This City Holds My Heart》于2018年发布，其中包括一首对Cranberries乐队歌曲《僵尸》(Zombie)的翻唱。
2019年，她正式入选SXSW音乐节的音乐展示榜单。同年，她还发布了另一张EP《Alone Together》，该专辑是一辑的原声歌曲。
2020年，她发布了另一张EP《Never Let Me Go》。
她的首张全长专辑《Heaven, Wait》的消息是在2021年9月发布专辑同名单曲时宣布的。她与她的音乐和生活伴侣Louis-Étienne Santais共同创作了首张专辑的歌曲。专辑于2022年1月28日发布。

### 合作
索维在2021年发行的歌曲《Heaven, Wait》中与制作人Tim Bran和Louis-Étienne Santais合作。他们在英国的Tim和加拿大的索维与Louis-Étienne远程合作完成了这首歌曲。他们还在录音中使用了马其顿Fame Studio的弦乐团。
她还与制作人Thomas Bartlett合作，后者以Doveman的名字而闻名，共同创作了歌曲《Don't Know Why》。

### 红色边疆
幽灵之吻为 Spotify 原创系列播客《红色边疆》（Red Frontier）制作了配乐，该播客于2021年6月14日首播。播客由艾美奖获得者、导演萨拉·诺兰（Sarah Nolen）执笔、执导并担任执行制片人。主演包括贝蒂·吉尔平（Betty Gilpin）、芬·威特罗克（Finn Wittrock）、阿什利·帕克（Ashley Park）、查理·巴内特（Charlie Barnett）和玛丽亚·迪齐亚（Maria Dizzia）。

### 电视剧中的作品
幽灵之吻的歌曲《Empty Note》曾在Netflix电视剧《雨》（The Rain）和《羞耻意大利版》（Skam Italia）中播放。

## 唱片集

### 专辑
| 标题           | 详情                                                |
| -------------- | --------------------------------------------------- |
| Ghostly Kisses | - 发行日期：2019年5月 - 唱片公司：Return To Analog  |
| Heaven, Wait   | - 发行日期：2022年1月21日 - 唱片公司：Akira Records |

### 延伸
| Title                   | Details                                              |
| ----------------------- | ---------------------------------------------------- |
| What You See            | - 发行日期：2017年3月24日 - 唱片公司：Akira Records  |
| The City Holds My Heart | - 发行日期：2018年11月23日 - 唱片公司：Akira Records |
| Alone Together          | - 发行日期：2019年10月25日 - 唱片公司：Akira Records |
| Never Let Me Go         | - 发行日期：2020年6月5日 - 唱片公司：Akira Records   |

## 引用
1. ↑  Coelho, José Baptista. . Where the Music Meets. 2019-06-06  [2023-04-19]. （原始内容存档于2023-04-19） （美国英语）.
2. ↑  . The Line of Best Fit.   [2023-04-19]. （原始内容存档于2023-03-25） （美国英语）.
3. 1 2  Pelayo, Terry. . Rawckus Magazine. 2020-06-06  [2023-04-19]. （原始内容存档于2023-04-17） （美国英语）.
4. ↑  Interviews, Clash Magazine Music News, Reviews &; Murray, Robin. . Clash Magazine Music News, Reviews & Interviews. 2021-07-07  [2023-04-19]. （原始内容存档于2023-04-19） （英国英语）.
5. ↑  . Stereofox Music Blog.   [2023-04-19]. （原始内容存档于2023-03-25） （英语）.
6. ↑  ,   [2023-04-19], （原始内容存档于2023-03-26）
7. ↑  . Genius.   [2023-04-19]. （原始内容存档于2019-12-12） （英语）.
8. ↑  Yung, Ben. . The Revue. 2018-11-26  [2023-04-19]. （原始内容存档于2023-03-27） （美国英语）.
9. ↑  Curtin, Kevin; 10:00AM; Jan. 9, Wed; 2019. . www.austinchronicle.com.   [2023-04-19]. （原始内容存档于2023-06-26） （美国英语）.
10. ↑  . musicbrainz.org.   [2023-04-19].
11. ↑  Staff, Wonderland. . Wonderland. 2021-09-24  [2023-04-19]. （原始内容存档于2023-03-25） （英国英语）.
12. ↑  . 2021-09-28  [2023-04-19]. （原始内容存档于2023-03-26） （美国英语）.
13. ↑  Marcoux, Valérie. . Le Soleil.   [2023-04-19]. （原始内容存档于2023-04-23） （法语）.
14. ↑  Johnson, Tommy. . Ghettoblaster Magazine. 2021-09-24  [2023-04-19]. （原始内容存档于2023-03-25） （英语）.
15. ↑  . Vanyaland. 2021-07-08  [2023-04-19]. （原始内容存档于2023-03-25） （美国英语）.
16. ↑  Nast, Condé. . Vanity Fair. 2021-06-04  [2023-04-19]. （原始内容存档于2023-03-21） （美国英语）.
17. 1 2  Topham, Michelle. . Leo Sigh. 2020-08-08  [2023-04-19]. （原始内容存档于2023-04-01） （美国英语）.
18. ↑  . Shuga Records.   [2023-04-19]. （原始内容存档于2023-04-19）.
19. ↑  . www.withguitars.com.   [2023-04-19]. （原始内容存档于2022-04-12） （英国英语）.
20. ↑  , 2017-03-24  [2023-04-19], （原始内容存档于2023-03-25） （美国英语）
21. ↑  , 2018-11-23  [2023-04-19], （原始内容存档于2023-03-25） （美国英语）
22. ↑  , 2019-10-25  [2023-04-19], （原始内容存档于2023-03-25） （美国英语）
23. ↑  , 2020-06-05  [2023-04-19], （原始内容存档于2023-03-25） （美国英语）